# Marbacher Annalen
Die sogenannten Marbacher Annalen sind eine antisalische Reichschronik mit Berichtszeitraum von 631 bis 1238. Sie gehören zu den wichtigen Geschichtsquellen der Stauferzeit und erhielten mehrfach Fortsetzungen. Ihre Bezeichnung geht auf das Stift Marbach im Elsass zurück, dem vermuteten Ursprungsort.  
Die Annales Marbacenses stützen sich maßgeblich auf ältere, heute größtenteils verlorene Aufzeichnungen, die ein unbekannter Bearbeiter wohl in den 1230er Jahren mit mündlich tradierten Informationen insbesondere von regionalem Interesse verwoben hat. Der Entstehungsprozess liegt weitgehend im Dunkeln, jedoch misst die Forschung den Jahresberichten zum ausgehenden 12. und beginnenden 13. Jahrhundert hohe Authentizität zu; dies nicht zuletzt, weil sich der Kompilator durch eine zeituntypische Sachlichkeit in der Darstellung und relative Ausgewogenheit im Urteil auszeichnet. Im nahegelegenen Zisterzienserkloster Neuburg wurde das Geschichtswerk bereits in der Mitte des 13. Jahrhunderts überarbeitet und um einige Teile erweitert, nochmals im Straßburg des 14. Jahrhunderts. Dadurch reicht der Darstellungszeitraum dieser letzten Fassung bis zum Jahr 1375.